# Saint-Julien-Molin-Molette
Pour les articles homonymes, voir Saint-Julien.
Saint-Julien-Molin-Molette est une commune française située dans le département de la Loire, en région Auvergne-Rhône-Alpes.

## Géographie
Ce village fait partie du parc régional naturel du Pilat.

### Communes limitrophes
| Colombier      |                                    | Saint-Appolinard                    |
|                | Saint-Julien-Molin-Molette         | Saint-Jacques-d'Atticieux (Ardèche) |
| Bourg-Argental | Saint-Marcel-lès-Annonay (Ardèche) | Savas (Ardèche)                     |

### Voies de communications et transport
La commune est traversée par les routes départementales D8 et D503.
La commune est desservie par la ligne L12 du réseau Cars Région Loire reliant Bourg-Argental à Saint-Étienne.

### Climat
Pour des articles plus généraux, voir Climat d'Auvergne-Rhône-Alpes et Climat de la Loire.
En 2010, le climat de la commune est de type climat des marges montargnardes, selon une étude du Centre national de la recherche scientifique s'appuyant sur une série de données couvrant la période 1971-2000. En 2020, Météo-France publie une typologie des climats de la France métropolitaine dans laquelle la commune est exposée à un climat de montagne ou de marges de montagne et est dans la région climatique Sud-est du Massif Central, caractérisée par une pluviométrie annuelle de 1 000 à 1 500 mm, minimale en été, maximale en automne.
Pour la période 1971-2000, la température annuelle moyenne est de 10,3 °C, avec une amplitude thermique annuelle de 16,9 °C. Le cumul annuel moyen de précipitations est de 900 mm, avec 9,3 jours de précipitations en janvier et 6,4 jours en juillet. Pour la période 1991-2020, la température moyenne annuelle observée sur la station météorologique de Météo-France la plus proche, « Saint-Marcel Annonay », sur la commune de Saint-Marcel-lès-Annonay à 4 km à vol d'oiseau, est de 11,1 °C et le cumul annuel moyen de précipitations est de 826,4 mm,. Pour l'avenir, les paramètres climatiques de la commune estimés pour 2050 selon différents scénarios d'émission de gaz à effet de serre sont consultables sur un site dédié publié par Météo-France en novembre 2022.

## Urbanisme

### Typologie
Au 1er janvier 2024, Saint-Julien-Molin-Molette est catégorisée bourg rural, selon la nouvelle grille communale de densité à sept niveaux définie par l'Insee en 2022.
Elle est située hors unité urbaine. Par ailleurs la commune fait partie de l'aire d'attraction d'Annonay, dont elle est une commune de la couronne,. Cette aire, qui regroupe 37 communes, est catégorisée dans les aires de 50 000 à moins de 200 000 habitants,.

### Occupation des sols
L'occupation des sols de la commune, telle qu'elle ressort de la base de données européenne d’occupation biophysique des sols Corine Land Cover (CLC), est marquée par l'importance des territoires agricoles (50,8 % en 2018), en diminution par rapport à 1990 (54 %). La répartition détaillée en 2018 est la suivante : 
prairies (47,8 %), forêts (42,8 %), zones urbanisées (6,4 %), zones agricoles hétérogènes (3,1 %). L'évolution de l’occupation des sols de la commune et de ses infrastructures peut être observée sur les différentes représentations cartographiques du territoire : la carte de Cassini (XVIIIe siècle), la carte d'état-major (1820-1866) et les cartes ou photos aériennes de l'IGN pour la période actuelle (1950 à aujourd'hui).

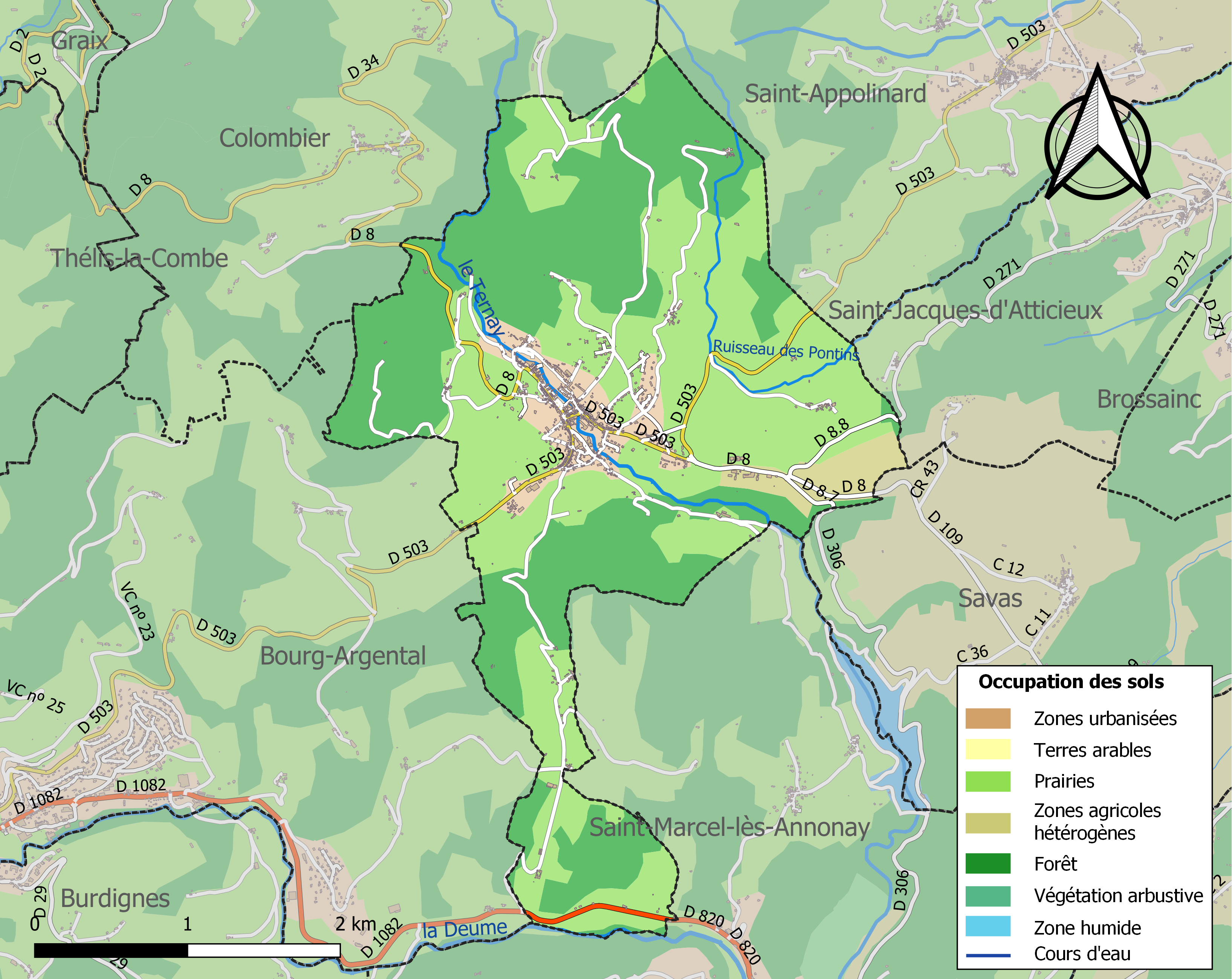
Carte des infrastructures et de l'occupation des sols de la commune en 2018 (CLC).

## Toponymie
Saint-Julien-Molin-Molette doit probablement son nom composé au souvenir d'un soldat romain nommé Julien, à la présence de nombreux moulins qui puisaient autrefois l'énergie de la rivière du Ternay, ainsi qu'à l'existence des molettes, de petites meules servant à l'aiguisage des armes blanches. Le nom originel de cet ancien village romain aurait ainsi été « Moledane » ou « Moletane », auquel aurait ensuite été rajouté le nom du saint patron, puis la référence à ses nombreux moulins. Le nom de ses habitants (Piraillons, Piraillones), si différent du nom du village, proviendrait quant à lui d'un surnom en relation avec ses anciennes mines de plomb et d'argent (d'où les « piraillons », qui travaillent la pierre).

## Histoire
L'histoire récente de Saint-Julien-Molin-Molette est étroitement liée à l'essor du tissage sur soie naturelle qui a marqué la seconde moitié du XIXe siècle. Cette industrie s'est développée sur toute la région du Pilat, en relation avec les canuts lyonnais. Une quinzaine d'usines ont ainsi été érigées sur les rives du Ternay. Depuis, plusieurs usines ont été restaurées en habitations, ateliers pour artistes et artisans, venus de France et de l'étranger.
Les usines de soie ayant fermé, les grands bâtiments industriels furent rachetés par des collectifs, notamment pour en faire des ateliers d'artistes.

## Démographie
L'évolution du nombre d'habitants est connue à travers les recensements de la population effectués dans la commune depuis 1793. Pour les communes de moins de 10 000 habitants, une enquête de recensement portant sur toute la population est réalisée tous les cinq ans, les populations de référence des années intermédiaires étant quant à elles estimées par interpolation ou extrapolation. Pour la commune, le premier recensement exhaustif entrant dans le cadre du nouveau dispositif a été réalisé en 2005.

En 2022, la commune comptait 1 143 habitants, en évolution de −1,38 % par rapport à 2016 (Loire : +1,32 %, France hors Mayotte : +2,11 %).
| 1793 | 1800 | 1806 | 1821 | 1831  | 1836  | 1841  | 1846  | 1851  |
| ---- | ---- | ---- | ---- | ----- | ----- | ----- | ----- | ----- |
| 820  | 814  | 769  | 865  | 1 227 | 1 328 | 1 318 | 1 350 | 1 516 |

| 1856  | 1861  | 1866  | 1872  | 1876  | 1881  | 1886  | 1891  | 1896  |
| ----- | ----- | ----- | ----- | ----- | ----- | ----- | ----- | ----- |
| 1 605 | 1 719 | 1 808 | 1 800 | 1 762 | 1 974 | 1 894 | 2 076 | 2 244 |

| 1901  | 1906  | 1911  | 1921  | 1926  | 1931  | 1936  | 1946  | 1954  |
| ----- | ----- | ----- | ----- | ----- | ----- | ----- | ----- | ----- |
| 2 483 | 2 494 | 2 323 | 1 734 | 1 706 | 1 725 | 1 572 | 1 425 | 1 409 |

| 1962  | 1968  | 1975  | 1982  | 1990  | 1999  | 2005  | 2006  | 2010  |
| ----- | ----- | ----- | ----- | ----- | ----- | ----- | ----- | ----- |
| 1 378 | 1 285 | 1 219 | 1 193 | 1 067 | 1 132 | 1 180 | 1 177 | 1 243 |

| 2015  | 2020  | 2022  | - | - | - | - | - | - |
| ----- | ----- | ----- | - | - | - | - | - | - |
| 1 160 | 1 146 | 1 143 | - | - | - | - | - | - |

## Culture locale et patrimoine

### Lieux et monuments
- Église Saint-Julien de Saint-Julien-Molin-Molette, élevée en 1555 en l'honneur de saint Julien de Brioude. Son ancienne chaire du XVIIe siècle est classée monument historique au titre d'objet depuis le 6 juin 1961[16]. Une cloche de 1776 est également classée au titre d'objet depuis le 29 janvier 1938[17]. L'édifice est une des églises de la paroisse Saint-Régis d'Argental rattachée au diocèse de Saint-Etienne.
- Calvaire : surplombant le village, il est bâti sur un terrain d’une superficie de 38 ares. Il est constitué de trois grottes artificielles et renferme les quatorze stations du « Chemin de croix » disposées en arc de cercle autour de la grotte principale, ainsi que les quinze mystères du Rosaire accrochés au mur d’enceinte fermant une pelouse arborée. On compte aussi trente-trois statues disséminées au sein de ce magnifique espace de verdure. Édifié une première fois par M. Léorat - Picansel, curé de Saint-Julien-Molin-Molette, il fut remplacé à la suite d’une grande mission en 1886 par les soins de M. Rajat, curé du village et grâce à la générosité de ses pieux paroissiens. La grotte principale est une chapelle souterraine située sous les trois croix du Calvaire. Un artisan rocailleur lyonnais fut appelé pour réaliser la voûte qui abrite un autel et une magnifique pietà de marbre blanc inspirée de celle de Michel-Ange. La trentaine de stations (moulages de fonte) logées dans le mur d’enceinte sont dues à Fabisch, sculpteur lyonnais auteur de la statue de Notre-Dame-de-Lourdes de la grotte de Massabielle à Lourdes et celle de la Madone de Fourvière à Lyon. Le GR No 65 et le chemin de Saint-Jacques-de-Compostelle longent un côté du terrain sur lequel se situe l'ensemble.
- Le Ternay est le cours d'eau qui traverse la ville.

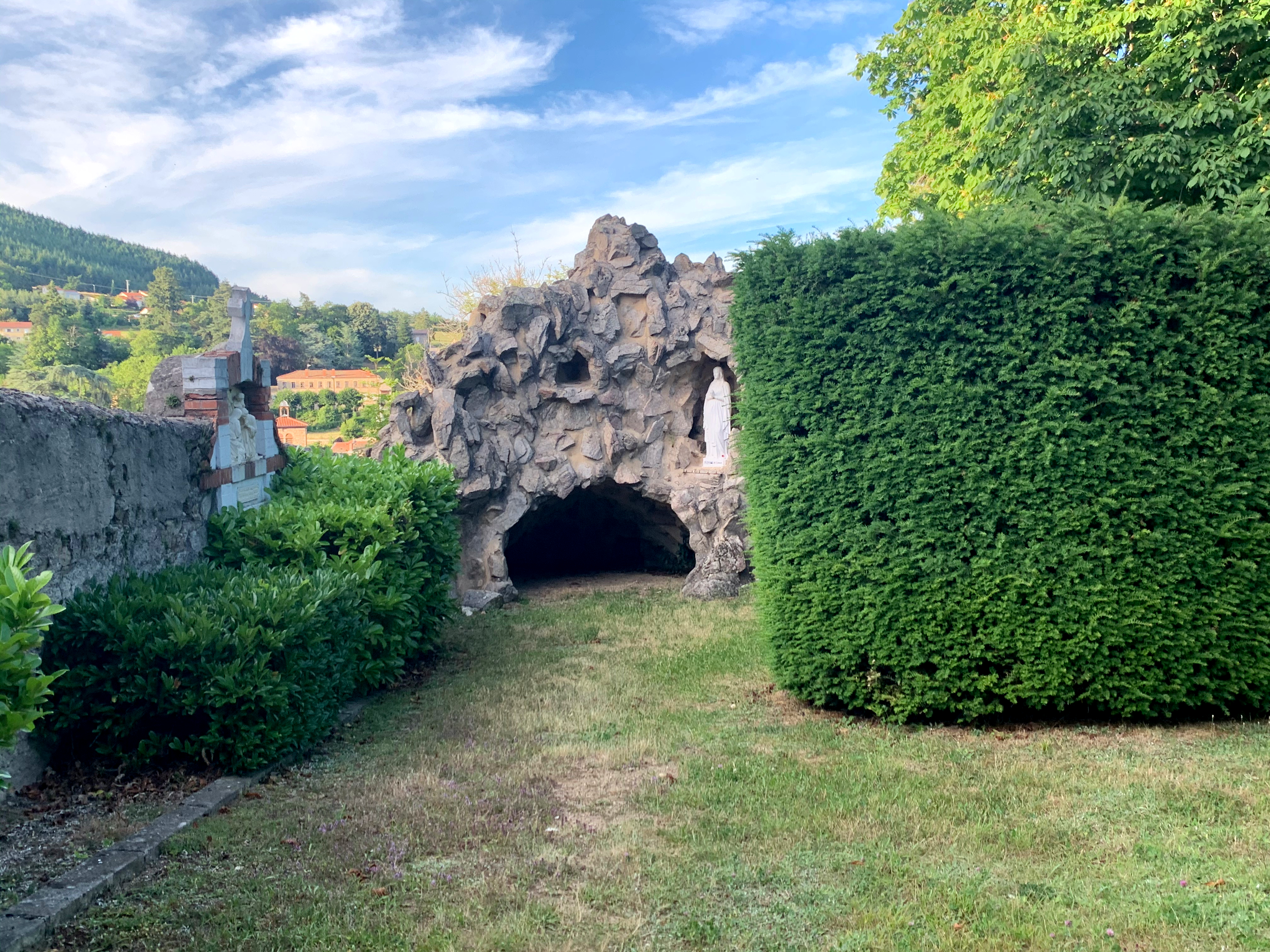
Calvaire.
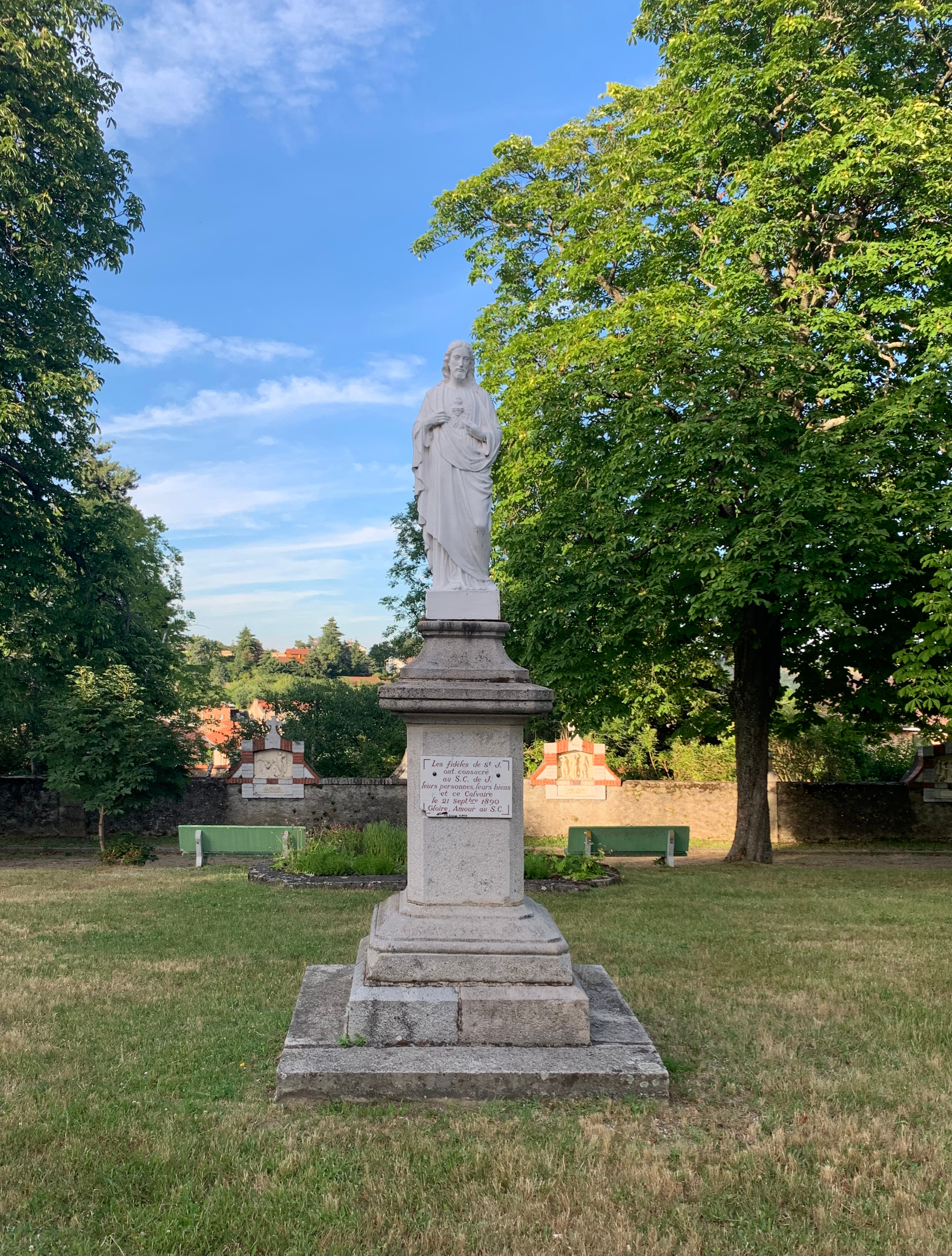
Statue religieuse au calvaire.
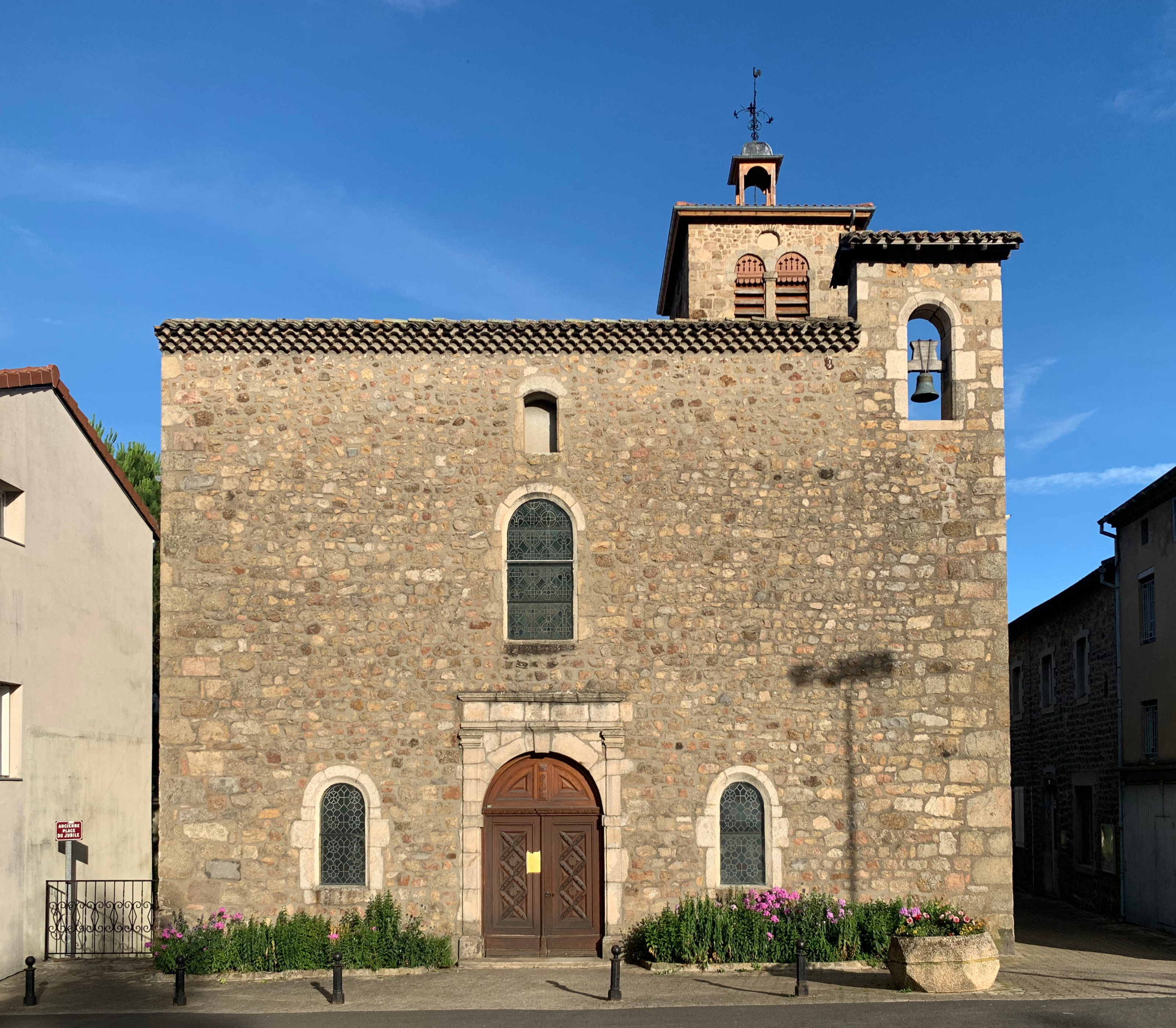
L'église Saint-Julien.

### Personnalités liées à la commune
- Louis Bancel (1926 - 1978), sculpteur, Saint-Julien-Molin-Molette.
- Michèle Bernard, chanteuse, est installée à Saint-Julien-Molin-Molette[18].
- Guy Blanc, réalisateur et producteur aux côtés d'Yves Robert, y serait né, le 19 novembre 1930.
- Louis Perego, fondateur de Radio d'ici installée à Saint-Julien-Molin-Molette depuis 1996.
- Le groupe punk rock Les Ânes Animent est originaire de Saint-Julien-Molin-Molette[19].

### Tournage
Mélancolie ouvrière, téléfilm français réalisé par Gérard Mordillat, diffusé le 24 août 2018 sur Arte y est en grande partie tourné.

### Héraldique
|  | Les armoiries de Saint-Julien-Molin-Molette se blasonnent ainsi : D’azur au chevron d’argent, au chef cousu de gueules chargé de trois besants d’or, à la filière du même. |